# Боретто
Боретто (итал. Boretto) —  коммуна в Италии, в провинции Реджо-нель-Эмилия области Эмилия-Романья.
Население составляет 4638 человек, плотность населения составляет 244 чел./км². Занимает площадь 19 км². Почтовый индекс — 42022. Телефонный код — 0522.
Покровителем коммуны почитается святой апостол и евангелист Марк, празднование 25 апреля.